# Skydning under sommer-PL 2016
Skydning under sommer-PL 2016 består af tolv begivenheder, otte med riffel og 4 med pistol, både med mænd, kvinder og blandede hold.
Paralympiske skytter er også klassificeret efter graden af deres handicap. Klassificeringenssystemet tillader skytter at konkurrere mod andre med et tilsvarende funktion.
Klassifikationerne ved skydning er:
- SH1 - konkurrenter, der ikke har brug for en skydningsstativ
- SH2 - konkurrenter, der bruger en anden person til at understøtte skydevåbenets vægt.